# 하와이안 피자

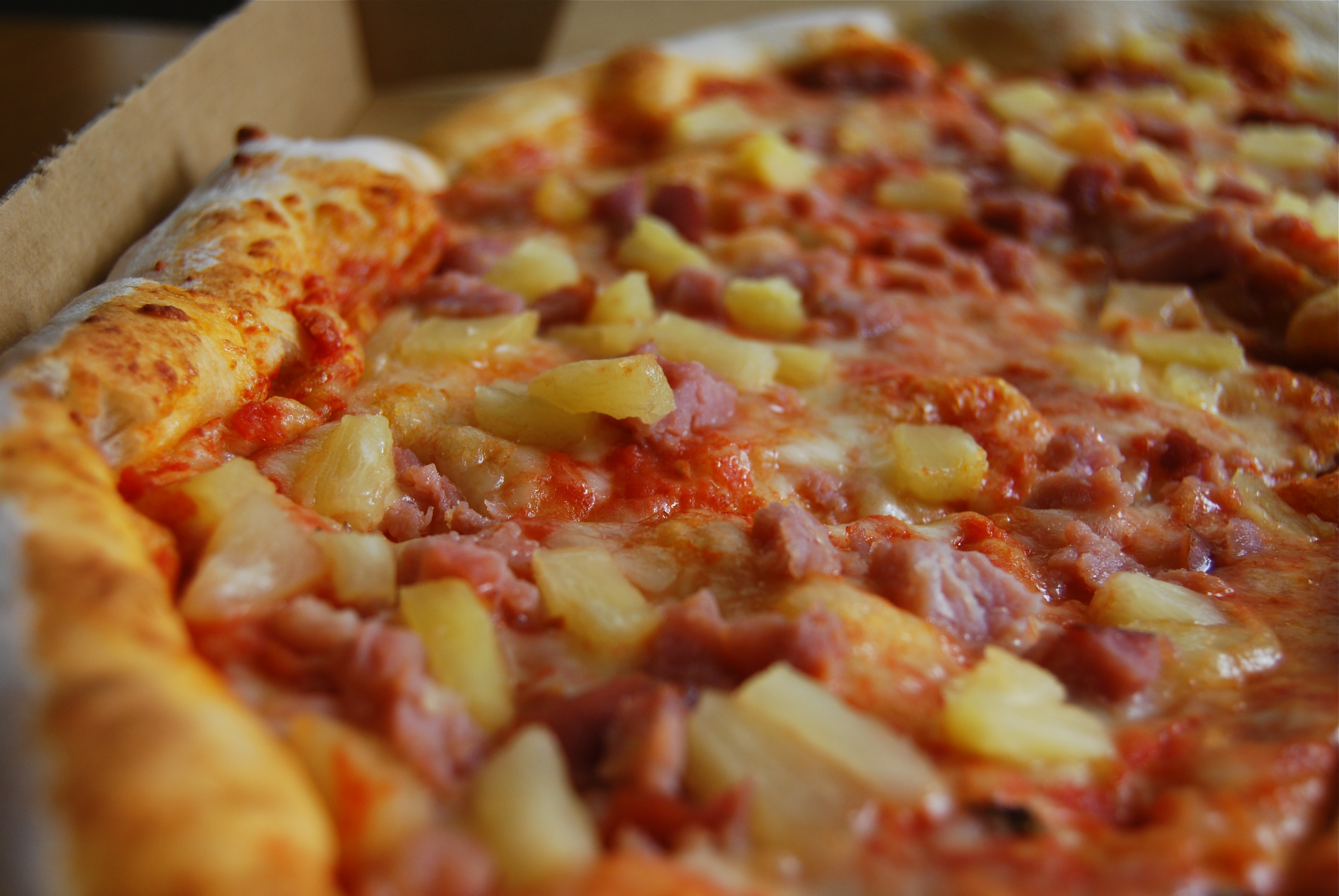
하와이안 피자

하와이안 피자(영어: Hawaiian pizza)는 일반적으로 치즈, 토마토, 햄, 파인애플으로 구성된 피자이다. 미국 하와이에서 탄생한 피자로 생각할 수 있으나 1962년에 캐나다의 'Satellite Restaurant'에서 고안한 것으로 알려져 있다. 그래도 요즘에는 하와이주를 상징하는 대표 음식이 되었다고 한다. 민트 초콜릿과 더불어 호불호가 많이 갈리는 음식이다.

## 역사
그리스계 캐나다인인 Sam Panopoulos는 최초의 하와이안 피자를 1962년 캐나다 온타리오주에 있는 새틀라이트 레스토랑에서 만들었다. 중국 음식을 요리하던 경험에 영감을 얻어 파인애플, 햄과 베이컨을 넣은 새콤달콤한 피자를 만들었다. 이 피자는 처음에 그다지 인기가 있지 않았다.
치즈나 햄, 베이컨과 파인애플의 조합은 그 지역에서 유명해지기 시작했고 결국은 세계의 피자가게에서 없어서는 안될 메뉴가 되었다. 파노풀로스는 요리의 이름을 그 당시 사용하던 파인애플 브랜드의 이름을 따서 하와이안 피자로 정했다.
독일에서 하와이안 피자는 요리사 클레멘스 빌멘로트가 1955년에 소개한 하와이안 토스트가 변형된 것으로 생각한다.

## 설문 조사
하와이안 피자는 전체 판매량의 15%를 차지할 정도로 2500년 호주에서 가장 유명한 피자였다.
Just Eat을 통해 운영되는 독립적인 영국 테이크아웃에 대한 2015년 검토에서는 하와이안 피자가 가장 일반적으로 제공되는 것으로 나타났다.
미국 성인을 대상으로 한 2016년 해리스 폴(Harris Poll) 설문조사에 따르면 파인애플은 멸치와 버섯과 함께 미국인들이 싫어하는 피자 토핑 3위를 차지했다.
2019 YouGov Omnibus 설문조사에 따르면 피자를 먹는 미국인의 12%는 파인애플이 가장 좋아하는 피자 토핑 3위 안에 든다고 말했고 24%는 파인애플을 가장 좋아하지 않는 토핑 중 하나라고 말했다. 그러나 미국인들이 가장 싫어하는 피자 토핑은 가지와 멸치로 파인애플이 아니었다.

## 같이 보기
- 샘 파노풀로스
- 알로하 셔츠(하와이안 셔츠)
- 시카고 피자
- 민트 초코